# Seznam zoologických zahrad v Rakousku
Toto je seznam zoologických zahrad v Rakousku.
| Alpenzoo Innsbruck    | Innsbruck-Alpenzoo-Haupteingang | Alpenzoo je zoologická zahrada v tyrolském městě Innsbruck v městské části Hungerburg. Byla založena v roce 1962 a zaměřuje se velmi úzce na faunu pohoří Alpy. Největšími atrakcemi jsou průchozí voliéry různého horského ptactva, či průchozí obory s různými alpskými kopytníky. V zoo se nachází rovněž ukázka Tyrolského statku se starými užitkovými místními plemeny a jako jediná tato zoo chová zedníčka skalního. Tato zahrada se rovněž podílela na vypuštění některých zvířat zpět do volné příroda Alp, např. orlosupa bradatého, kozorožce horského nebo ibise skalního. Celkem tu na ploše přes 4 ha žije asi 150 druhů zvířat. |
| Haus des Meeres       | Flak Tower Esterhazypark 5      | Haus des Meeres je vnitřní zoo nacházející v hlavním městě Rakouska, Vídni, v bývalé dělostřelecké věži z druhé světové války. Na ploše více než 4000 m² ve 12 patrech se nachází řada expozic, převážně terarijního a akvarijního typu. Mezi ty patří spousta akvárií s tropickými mořskými živočichy včetně proskleného tunelu se žraloky, želvami, rejnoky a exotickými rybami. Jsou tu však také akvária s evropskými rybami, napodobenina deštného pralesa s tropickými ptactvem, drobnými opicemi a netopýry, expozice krokodýlů a terária s ještěry, želvami či hmyzem. Tato zoo byla otevřena v roce 1957 a nachází se tu více než 10 000 kusů zvířat. |
| Tiergarten Schönbrunn | Tiergarten Schoenbrunn overview | Jedná se o nejstarší dosud existující zoologickou zahradu na světě. Nachází se ve Vídni, v areálu zámku Schönbrunn a byla založena již v roce 1752 císařem Františkem I. Štěpánem. Zoo se rozkládá na 17 ha a v jejím areálu se nachází řada barokních historických staveb, v mnohých z nichž se nacházejí expozice pro zvířata. Mezi největší atrakce Zoo Schönbrunn patří pár pand velkých či expozice koalů medvídkovitých. Dále se tu nachází také africká fauna (zebry, antilopy, žirafy, pštrosi a další), expozice orangutanů bornejských, pavilon akvárií, expozice papoušků, opičí ostrovy, Sloni afričtí, Pavilony opic a šelem, hroši obojživelní, expozice ledních medvědů zvaná Franz Josef Land, tropický pavilon, nosorožci indičtí a řada dalších. V roce 2015 byla tato zoo cestovatelských serverem TripAdvisor vyhodnocena jako 5. nejlepší zoo na světě. |
| Tiergarten Walding    | Tiergarten Walding 2            | Tiergarten Walding je malá zoologická zahrada nacházející se ve vesnici Walding ve spolkové zemi Horní Rakousy. Status zoo získala v roce 1979. Z exotických zvířat tu žijí např. lvi, leopardi, tygři, zebry, giboni a další. |
| Herberstein Zoo       | Animals in the zoo              | Tato zoo se nachází v areálu zámku Schloss Herberstein ve spolkové zemi Štýrsko. Rozlohou je to malá zoo, vznikla již ve středověku, kdy pán Johann Maximilian I. založil na zámku malý zvěřinec. V roce 1888 byl zvěřinec rozšířen a na konci 60. let minulého století do zooparku přibyla exotická zvířata a byl otevřen veřejnosti. |
| Salzburg Zoo          | Zoo Salzburg 2014 Eingang       | Tato zoo, známá též jako Tiergarten Hellbrunn se nachází v rakouském městě Salcburk ve spolkové zemi Salcbursko. Na ploše 14 ha se tu chová asi 140 druhů zvířat. Zoo byla otevřená v roce 1961. Tato zoo (podobně jako české Zoo Jihlava, Zoo Zlín nebo Zoo Plzeň) má rozdělené expozice podle geografického umístění, na Eurasii (vlk eurasijský, medvěd hnědý, panda červená, sup bělohlavý, tygr ussurijský), Ameriku (lenochodi, kapybary, tropický amazonský pavilon, lama alpaka...), Austrálie (několik druhů klokanů) a Afrika (lev, nosorožec, zebry, antilopy, lemuři, ukázka tropické pralesa Afriky...). |
| Schmiding Zoo         | Schmiding - Giraffen            | Tato zoo se nachází v areálu zámku Schmiding ve spolkové zemi Horní Rakousy. Nachází se tu různé výběhy jak domácích, tak exotických zvířat, také největší průchozí voliéra na světě a součástí zoo je také Aquazoo, největší mořské akvárium v Rakousku. Zoo má 13 ha a byla otevřena na konci 60. let minulého století. |